# 29483 Boeker
29483 Boeker este un asteroid din centura principală de asteroizi.

## Descriere
29483 Boeker este un asteroid din centura principală de asteroizi. A fost descoperit pe 3 noiembrie 1997 la Solingen de Bernd Koch. Asteroidul prezintă o orbită caracterizată de o semiaxă mare de 2,42 ua, o excentricitate de 0,25 și o înclinație de 4,2° în raport cu ecliptica.